# Milton Brodie House

Milton Brodie House

Milton Brodie House ist ein Herrenhaus nahe der schottischen Ortschaft Kinloss in der Council Area Moray. 1989 wurde das Bauwerk in die schottischen Denkmallisten in der höchsten Denkmalkategorie A aufgenommen.

## Geschichte
Das Herrenhaus steht auf einem Landstück, das seit dem Mittelalter zum Besitz der Kinloss Abbey gehörte. Bis in das 18. Jahrhundert trug das Anwesen den Namen Windyhills. Sein Besitzer James Brodie of Windyhills verstarb 1741, woraufhin das Anwesen an seinen Verwandten George Brodie überging. Dessen Vater hat sein Anwesen Milton zuvor an die Duffs of Braco (siehe auch Braco’s Banking House) veräußert. Der Clan Brodie benannte das Anwesen sodann in Milton Brodie um.
Milton Brodie House wurde im frühen bis mittleren 18. Jahrhundert errichtet. Verschiedene bestehende Außengebäude wurden übernommen und sind daher älteren Datums. Sein heutiges Aussehen erhielt das Herrenhaus im Zuge einer von 1835 bis 1840 ausgeführten Erweiterung und Überarbeitung. Mit der Planung wurde der in Elgin ansässige schöttische Architekt William Robertson betraut.

## Beschreibung
Milton Brodie House steht rund drei Kilometer nordöstlich von Kinloss nahe dem Militärkomplex Kinloss Barracks (ehemals RAF Kinloss). Wie üblich bei Arbeiten Robertsons ist es klassizistisch ausgestaltet. Seine heutige südexponierte Hauptfassade erhielt das Herrenhaus in den 1830er Jahren durch Verschluss der offenen Seite des ehemals U-förmigen Gebäudes. Diese Fassade ist verputzt, wobei in den Putz eingebrachte Rillen die Fugen eines Schichtenmauerwerks imitieren. Die übrigen Fassaden sind hingegen mit Harl verputzt, wobei polierte Natursteindetails abgesetzt sind.
Die älteren Gebäudeteile sind zweigeschossig ausgeführt, während der neuere Gebäudeteil eingeschossig ist. An der sieben Achsen weiten Hauptfassade tritt ein tetrastyler ionischer Portikus heraus. Die Giebel auf den äußeren Achsen schließen mit Dreiecksgiebeln, die mit Akroterien und Anthemien ornamentiert sind. Die rückwärtige Fassade ist asymmetrisch aufgebaut. Die Dächer sind mit Schiefer eingedeckt.